# 도전 차차차
《도전 차차차》는 대한민국의 KBS에 방송됐던 예능 텔레비전 프로그램이다.

## 기획 의도
자동차 등록대수 증가되는 추세로 교통 안전에 관한 퀴즈 전문 버라이어티 프로그램이다.

## 방송 일정
- KBS 1TV - 1991년 10월 20일 ~ 1992년 10월 4일 : 매주 일요일 저녁 6시 ~ 7시
- KBS 2TV - 1992년 10월 11일 ~ 1993년 5월 2일 : 매주 일요일 오후 12시 10분 ~ 1시

## 진행자
- 탤런트 배우 박영규 (1991년)
- 코미디언 강석 (1991 ~ 1992년)
- 아나운서 원종배 (1992 ~ 1993년)

## 에피소드 목록

### 1991년
- 10월 27일 - 서수남, 임백천, 송도순
- 12월 1일 - 임경진, 태진아, 고영수
- 12월 22일 - 백남봉, 박정선, 유종찬, 공성기, 이용식, 배연정, 양수경, 박우철

### 1992년
- 2월 23일 - 김칠규, 오시양, 전영록, 고영준, 이화규, 김한국, 김동호, 박은숙, 신동우, 성상용
- 3월 22일 - 김희라, 이재영, 현철, 한무가
- 5월 17일 - 황기순, 이정현, 인순이, 이동준, 문창근, 신미아, 우연희
- 8월 30일 - 이정희, 이경래, 유하영, 최성수, 이승연, 이원승, 장은영, 하동진
- 10월 25일 - 강석우, 김용, 김용만, 원미연, 강문영, 전혜진

### 1993년
- 2월 14일 - 고소영, 김정균, 김현아, 김현영, 윤기원, 이경심, 이진형, 최승경, 임경옥, 임창제

## 같이 보기
- 자동차
- 대한민국의 자동차 운전면허
- 대한민국 도로교통법
- 교통